# 科比列
科比列（斯洛維尼亞語： 發音：[ˈkoːbiljɛ]），是斯洛維尼亞東北部普雷克穆列地區科比列市鎮的村莊及行政中心，與匈牙利接壤。科利列是該市镇唯一的聚居地。萊達瓦河的左支流科比列溪流經這裡。

## 教堂
該聚居地的堂區教堂是獻給聖馬丁、帕多瓦的聖安東尼和聖羅克。它屬於天主教穆爾斯卡索博塔教區。

## 外部連結
- 维基共享资源上的相關多媒體資源：科比列
- Kobilje on Geopedia （页面存档备份，存于）